# Rolf Irle

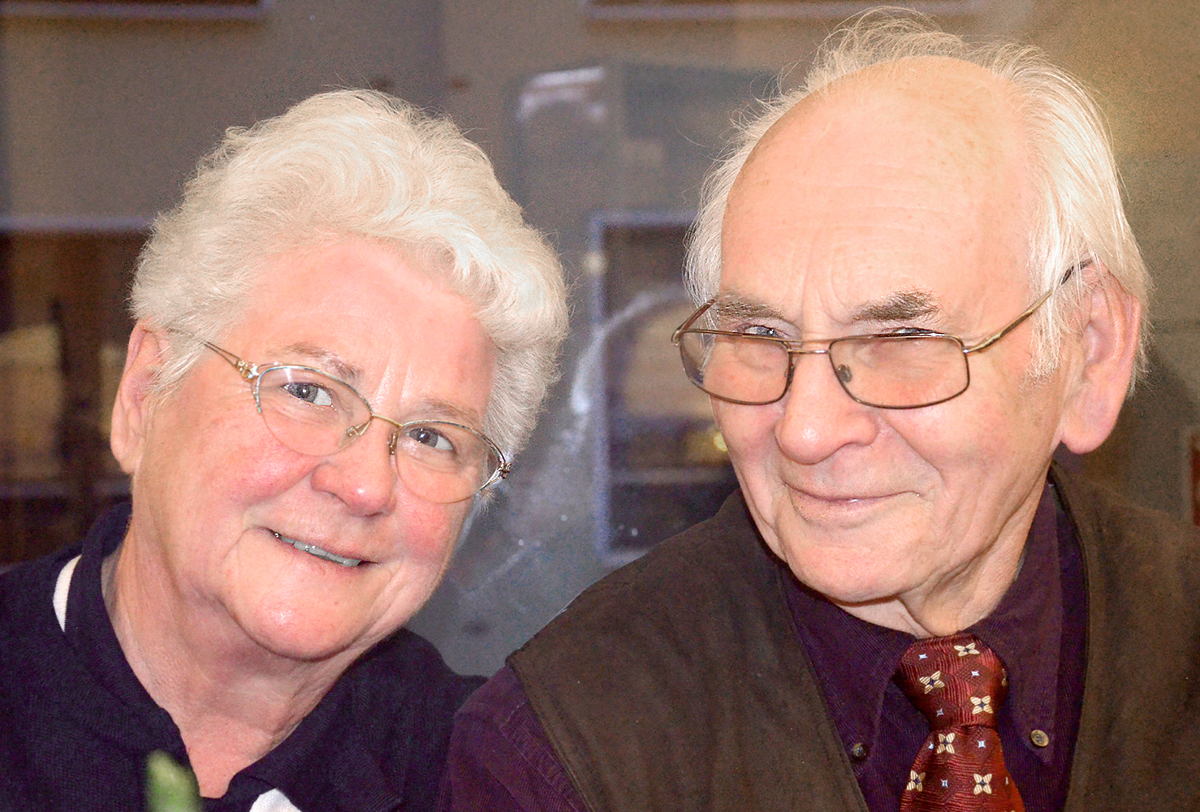
Rolf Irle mit seiner Lebensgefährtin Helga Schmidt;
2015 bei einem Besuch vom Freundeskreis Hannover im Michaelis Weltcafé

Rolf Irle (geboren 8. Februar 1935; gestorben 28. Mai 2023) war ein deutscher Musikethnologe und Sammler mit dem Schwerpunkt auf außereuropäische Musikinstrumente, Ehrenbürger der Universität Hildesheim sowie Realschulkonrektor i. R.

## Leben
Irle wuchs in Solingen auf und war bei der regionalen Stahlindustrie als Facharbeiter tätig. Danach folgte ein Studium zum Volksschullehrer, später das Examen zum Realschullehrer. Bis zu seiner Pensionierung 1994 war er Konrektor einer Realschule in Garbsen-Berenbostel bei Hannover.

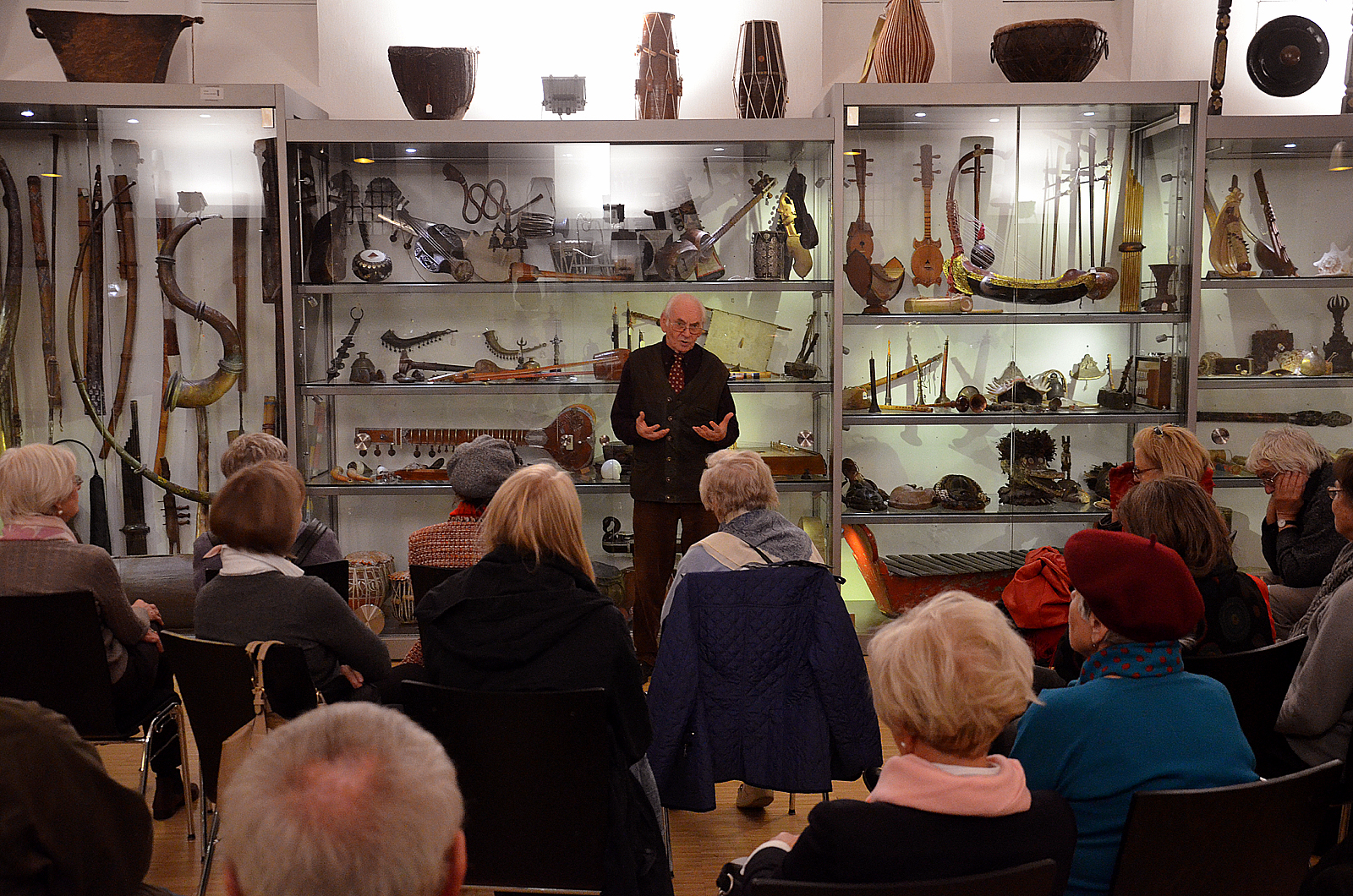
Rolf Irle vor den Vitrinen der gleichnamigen Sammlung, hier 2015 bei einem Vortrag vor dem Freundeskreis Hannover

Rolf Irle beschäftigte sich seit 1960 mit den Musikinstrumenten der außereuropäischen Völker und Kulturen. Rund 3000 Musikinstrumente trug er zu einer Musiksammlung zusammen. Derzeit werden diese Instrumente als Sammlung Rolf Irle in Hildesheim ausgestellt und sind zusammen mit der Sammlung des Musikethnologen Wolfgang Laade Teil der seit 2009 gegründeten Einrichtung Center for World Music der Stiftung Universität Hildesheim.
Irle wurde zum Ehrenbürger der Universität Hildesheim ernannt und mit der Verleihung des Niedersächsischen Verdienstkreuzes geehrt.
Rolf Irle starb Ende Mai 2023 im Alter von 88 Jahren. Nach einer Trauerfeier in der Thimotheuskirche in Hildesheim wurde die Beisetzung seiner Urne im engeren Familienkreis in Lüneburg angekündigt.
Irles Tochter ist die 1961 geborene Tänzerin Asmahan El Zein.